# Azienda Trasporti Milanesi
Azienda Trasporti Milanesi (ATM) är det offentligt ägda bolag som driver kollektivtrafiken i Milano samt i några angränsade kommuner. ATM ansvarar för Milanos tunnelbana, Milanos spårväg samt buss- och trådbusslinjer.
Kollektivtrafiken i Milano började 1840 då järnvägen mellan Milano och Monza öppnade. 1893 öppnade den första elektriska spårvägen som hade konstruerats av Edison Company. Bolaget drev även trafiken och öppnandet av nya linjer fram tills att koncessionen gick ut 1917. Den kommunala förvaltningen tog då över verksamheten. Bolaget bildades 1931 som Azienda Tranviaria Municipale (ATM). 1965 bytte bolaget namn till Azienda Trasporti Municipali och 1999 till Azienda Trasporti Milanesi.

## Bilder

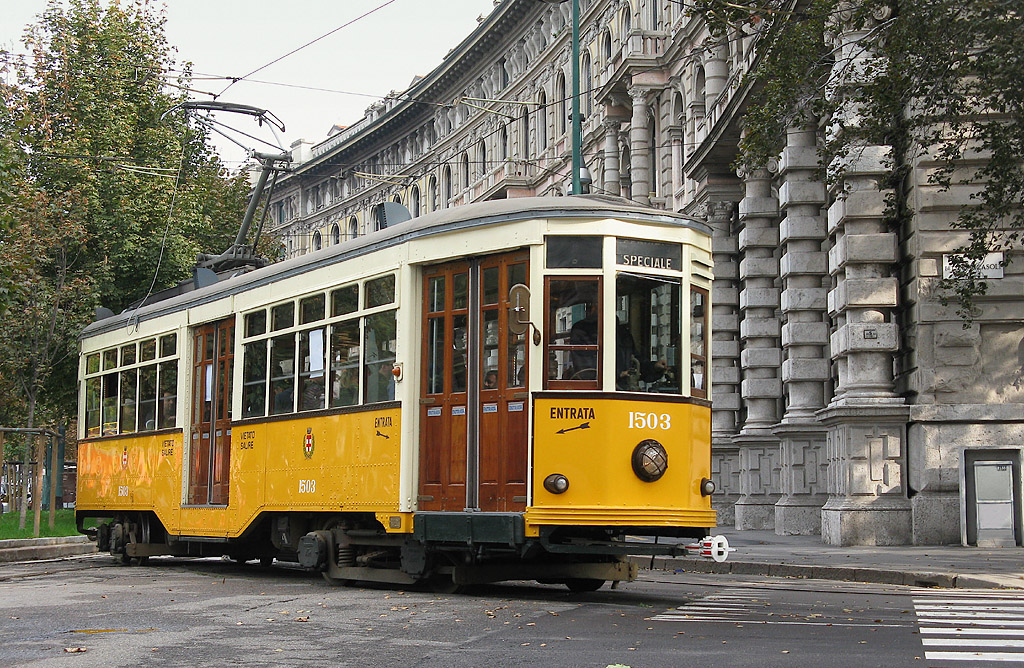
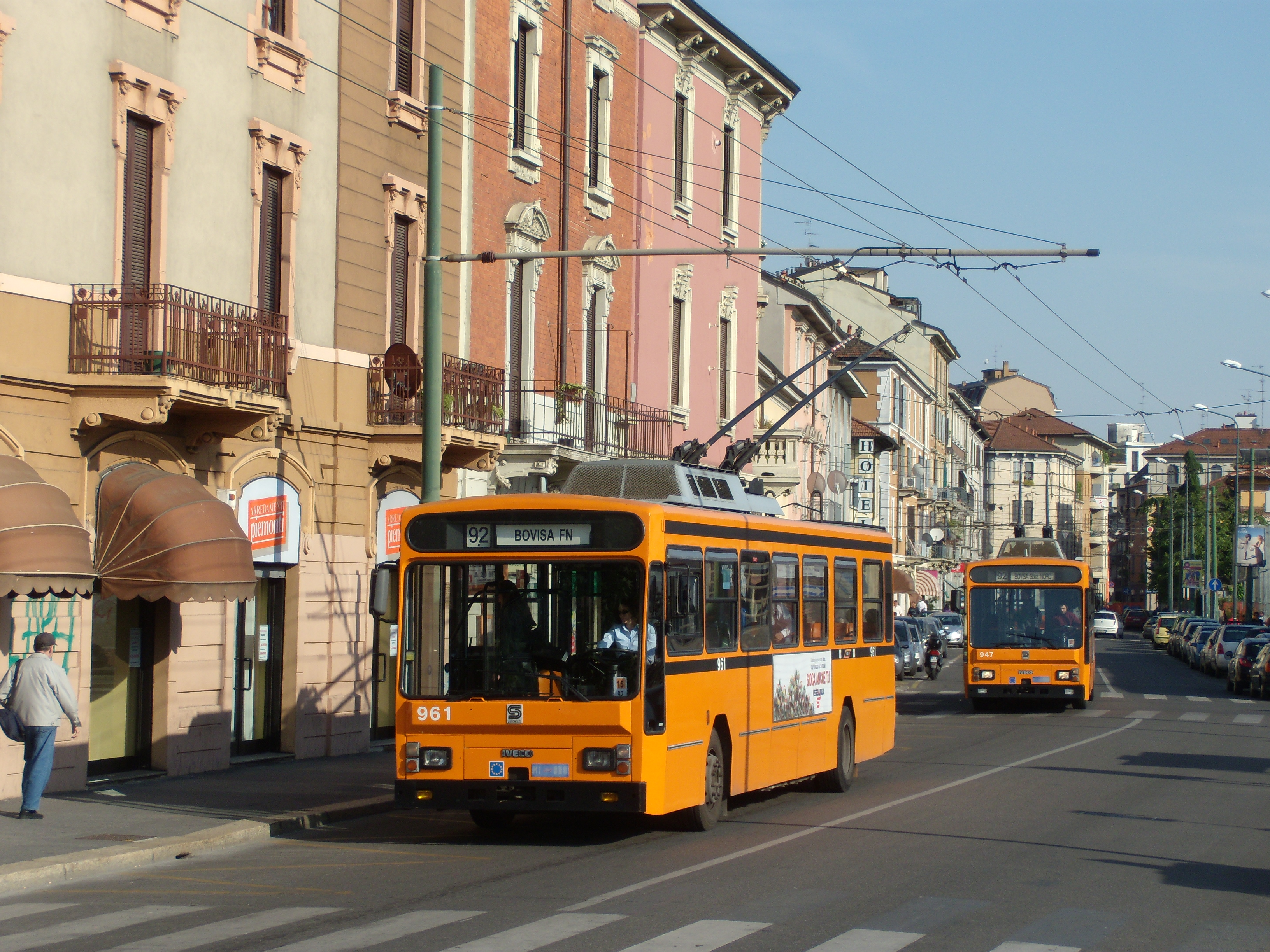
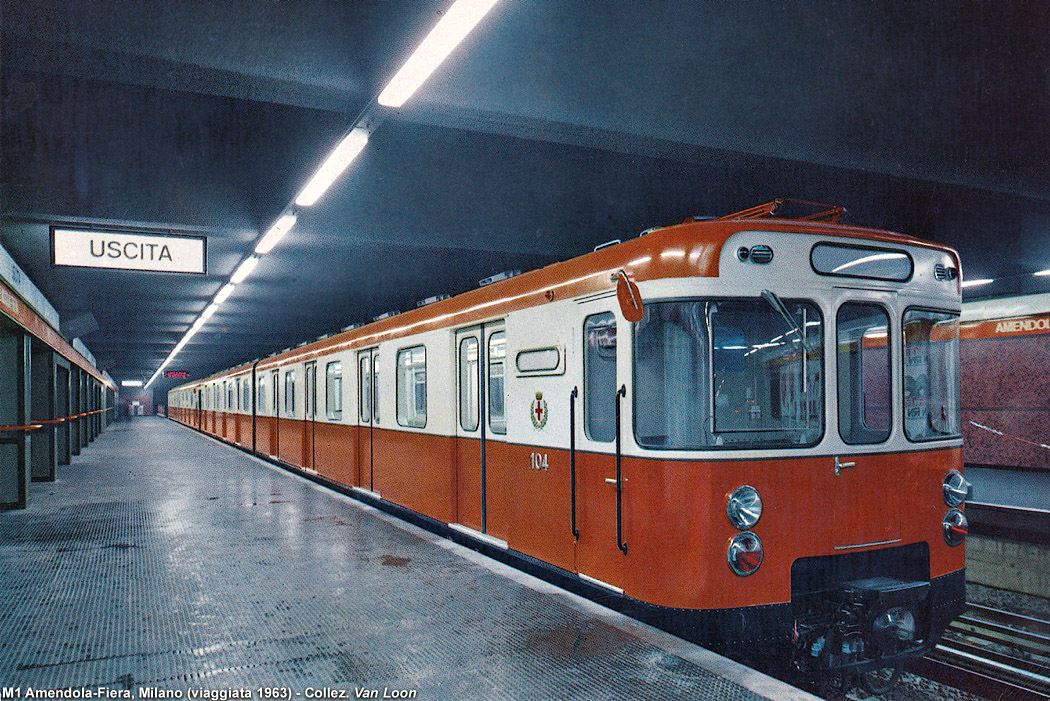